# Зуборев, Леонид Иосифович
Леонид Иосифович Зуборев (Зубарев; бел. Леанід Іосіфавіч Зубараў, англ. Leonid Zuborev Zubarev; род. 18 ноября 1943, СССР) — советский белорусский и американский писатель, музыкант, общественный деятель, переводчик.

## Биография
Родился в эвакуации, по возвращении в Минск жил около «Ямы». Учился в СШ № 51 г. Минска. В 1958 году поступил в Минское музыкальное училище им. М. Глинки на отделение народных инструментов. В 1962 поступил на факультет английского языка в Минский государственный педагогический институт иностранных языков, который закончил в 1968 году. Играл в оркестрах, в 1970—1980-х годах руководил вокально-инструментальным ансамблем «Блуждающие звезды», выступавший главным образом на еврейских свадьбах.
Работал в Минске в СШ № 112 и ТУ № 53. Вместе с другими любителями еврейской культуры добивался открытия в Минске еврейской общественной организации, что было достигнуто в 1988 году. С 1990 года живёт в США. Вице-президент «Белорусского Землячества» NY, USA. Член Союза белорусских писателей.

## Книги
- «Максім Багдановіч», Мн., 1989, ISBN 5-7855-0281-X
- «Крик буревестника», Мн., 1989, ISBN 5-340-00590-9
- «Максим Богданович», Мн., 2004, ISBN 985-6730-65-1
- «Змитрок Бядуля — еврейский белорус» (недоступная ссылка), Мн., 2005, ISBN 985-6824-07-9
- «Возлюбленные М. Горького», Мн., 2008, ISBN 978-985-454-412-0
- «Пророчество Исайи (Казинца)», Мн., 2008, ISBN 978-985-454-409-0
- «Расплата» Мн., 2008, ISBN 978-985-454-411-3
- «Бомба для России», Мн., 2009, ISBN 978-985-454-448-9
- Сказки и легенды в стихах, Мн., 2010, ISBN 978-985-454-451-9
- «Ромео и Джульетта»
- [www.stihi.ru/2014/04/01/12110 «Дон Кихот»]
- «Самсон и Далила» (недоступная ссылка)
- «Царь Соломон Мудрый»
- «Агриппина»
- «Fairy tales», NY, 2011. ISBN 978-985-454-588-2
- [www.stihi.ru/2014/04/02/11017 «Сказки»], NY, 2011, ISBN 978-985-454-587-5
- «Сказки в стихах»., «Дюймовочка» и др., Мн, 2014, ISBN 978-985-7056-81-1
- «БЕЛАРУСЬ», перевод стихов В. Некляева, на русск. и англ., NY, Juliette, 2015. ISBN 0-972-2020-3-X
- «МУЗЫКА ЛЮБВИ» (ноты и тексты к классической и популярной музыке), Mн., 2016 ISBN 978-985-7101-88-7 (недоступная ссылка)

## Отзывы
- Академик НАН РБ Владимир ГНИЛОМЁДОВ, писатель, доктор филолог. наук: «Книги Зуборева прочитал и не пожалел, они меня во многом обогатили. Пример качественной массовой литературы для меня — книги белорусского литератора Леонида Зуборева, прож. в США. Они не лишены привлекательности, даже сенсационности, установки на политическую актуальность. Читаются с интересом». Журнал «Нёман», № 11, 2010 год. Республика Беларусь[3]
- Людмила ИВАНОВА (Рублевская) — поэт, писатель, литературный критик: "Книга «Мелодии любви» — не просто стихи, а тексты к песням. Здесь и оригинальные произведения автора, стихи и музыку которых он сочинял сам… Для таких проектов необходимо тонкое чувство не только слОва, но и музыки… Прекрасным получился раздел переводов. Те, кто слышал по радио «Паланэз Агінскага» и «Белавежскую пушчу», зазвучавшие на белорусском языке благодаря Леониду Зубореву, согласятся, что эти песни трогают сердце. Думается, сборники «Мелодии любви» и «Музыка любви» найдут благодарных читателей и исполнителей. «БС» № 171 (25053). Среда, 7 сентября 2016[4]